# Neslihan Asutay-Effenberger
Neslihan Asutay-Effenberger (* 1959 in Istanbul als Neslihan Asutay) ist eine türkische Byzantinische Kunsthistorikerin.

## Leben
Nach dem Abitur am Üsküdar-Gymnasium in Istanbul 1979 studierte sie an der Universität Istanbul Kunstgeschichte, Nebenfächer Türkisch-Islamische Kunst, Byzantinische Kunstgeschichte und Englische Philologie. Mit der Arbeit Yalova´da Kara Kilise (Die schwarze Kirche in Yalova. Eine Baumonographie) bei Semavi Eyice legte sie 1985 den Magister an der Universität Istanbul ab. Nach der Promotion 1993 an der Universität Bonn mit der Dissertation Templonanlagen in den Höhlenkirchen Kappadokiens unter der Betreuung von Horst Hallensleben und der Habilitation 2005 an der FU Berlin, Fachbereich Byzantinistik, mit der Habilitationsschrift Die Landmauer von Konstantinopel. Untersuchungen zur Topographie, Architektur, Mauerwerk und Baumaterial bei Diether Roderich Reinsch wurde ihr die Venia Legendi für Byzantinische Kunst und Archäologie verliehen. In der Türkei wurde sie 2007 zur Führung des Titels Associated Professor (erweiterte Venia Legendi: Byzantinische Kunst und Archäologie sowie Türkisch-Islamische Kunst) zugelassen. 2011 wurde sie an die Ruhr-Universität Bochum umhabilitiert, wo sie 2016 zur außerplanmäßigen Professorin ernannt wurde. Seit Sommersemester 1993 lehrt sie an den Universitäten Mainz, Bonn, Berlin, Bochum, Paderborn, Konya und Zürich. Für Forschungsaufenthalte hielt sie sich in der Türkei, Griechenland, Italien und den USA auf.
Ihre Forschungsschwerpunkte sind byzantinische Architektur, byzantinische Militärarchitektur, byzantinische Topographie Konstantinopels, Kulturtransfer im mittelalterlichen Mittelmeerraum und osmanische und seldschukische Architektur.
Verheiratet ist sie mit dem byzantinischen Kunsthistoriker Arne Effenberger (* 1942).

## Schriften (Auswahl)
- Templonanlagen in den Höhlenkirchen Kappadokiens (= Europäische Hochschulschriften. Reihe 28 Kunstgeschichte. Band 248). Lang, Frankfurt am Main/Berlin/Bern/New York/Paris/Wien 1996, ISBN 3-631-49656-7 (zugleich Dissertation, Bonn 1993).
- Byzantinische Apsisnebenräume. Untersuchung zur Funktion der Apsisnebenräume in den Höhlenkirchen Kappadokiens und in den mittelbyzantinischen Kirchen Konstantinopels. Verlag und Datenbank für Geisteswissenschaft, Weimar 1998, ISBN 3-89739-022-1.
- mit Arne Effenberger: Die Porphyrsarkophage der oströmischen Kaiser. Versuch einer Bestandserfassung, Zeitbestimmung und Zuordnung  (= Spätantike, frühes Christentum, Byzanz. Reihe B, Studien und Perspektiven. Band 15). Reichert, Wiesbaden 2006, ISBN 3-89500-353-0.
- Die Landmauer von Konstantinopel. Historisch-topographische und baugeschichtliche Untersuchungen (= Millennium-Studien. Band 18). De Gruyter, Berlin/New York 2007, ISBN 978-3-11-019645-0 (zugleich Habilitationsschrift, FU Berlin 2005).
- als Herausgeberin mit Ulrich Rehm: Sultan Mehmet II. Eroberer Konstantinopels – Patron der Künste. Böhlau, Wien/Köln/Weimar 2009, ISBN 978-3-412-20255-2.
- als Herausgeberin mit Falko Daim: Philopátion. Beiträge zu Byzanz und seinen Nachbarn. Festschrift für Arne Effenberger zum 70. Geburtstag. Spaziergang im kaiserlichen Garten (= Römisch-Germanisches Zentralmuseum. Monographien. Band 106). Schnell & Steiner, Regensburg 2012, ISBN 978-3-7954-2723-8.
- als Herausgeberin mit Falko Daim: Der Doppeladler. Byzanz und die Seldschuken in Anatolien vom späten 11. bis zum 13. Jahrhundert (= Byzanz zwischen Orient und Okzident. Band 1). Römisch-Germanisches Zentralmuseum, Mainz 2014, ISBN 3-7954-2980-3.
- Reclams Städteführer. Architektur und Kunst. Istanbul (= Reclams Universal-Bibliothek. Band 19140). Reclam, Stuttgart 2014, ISBN 3-15-019140-8.
- mit Arne Effenberger: Byzanz. Weltreich der Kunst. Verlag C. H. Beck, München 2017, ISBN 978-3-406-58702-3.